# Atassia spinocerebellare
L' atassia spinocerebellare (SCA) è una malattia neurologica a eziologia genetica. Può essere classificata in diversi tipi, ciascuno con determinati sintomi e cause. La causa viene spesso associata a un malfunzionamento del Proteasoma (complesso deputato alla degradazione delle proteine). A seguito di questa disfunzione si registra un notevole accumulo di atassina  a livello del citoplasma e da ciò scaturisce l'insorgere della malattia.

## Classificazione
| SCA             | Epidemiologia                                           | Aspettativa di vita       | Sintomi e segni                                                                          | Luoghi epidemiologici      | Eziologia DNA                            |
| --------------- | ------------------------------------------------------- | ------------------------- | ---------------------------------------------------------------------------------------- | -------------------------- | ---------------------------------------- |
| SCA1(ATXN1)     | 4a decade (<10 a >60)                                   | 15 anni (10-28)           |                                                                                          |                            | CAG, 6p (Atassina 1)                     |
| SCA2 (ATXN2)    | 3a - 4a decade (<10 to >60)                             | 10 anni (1-30)            | areflessia                                                                               | Cuba                       | Espansione triplette CAG, 12q atassina 2 |
| SCA3 (ATXN3)    | 4a decade (10-70)                                       | 10 anni (1-20)            | Chiamata anche Malattia di Machado-Joseph                                                | Isole azzorre (Portogallo) | CAG, 14q                                 |
| SCA4 (PLEKHG4)  | 4a - 7a decade (19-72)                                  | Qualche decade            | areflessia (assenza di riflessi neurologici                                              |                            | Cromosoma 16q                            |
| SCA5 (SPTBN2)   | 3a - 4a decade (10-68)                                  | >25 anni                  |                                                                                          |                            | Cromosoma 11                             |
| SCA6(CACNA1A)   | 5a - 6a decade (19-71)                                  | >25 anni                  | vertigini                                                                                |                            | CAG, gene CACNA1A mappato 19p13          |
| SCA7(ATXN7)     | 3a - 4a decade (0.5 - 60)                               | 20 anni                   |                                                                                          |                            | CAG, 3p                                  |
| SCA8(IOSCA)     | 39 anni (18-65)                                         | Durata della vita normale | nistagmo (involontario movimento oculare), attacchi di vertigini, mancanza di equilibrio |                            | CTG, 13q                                 |
| SCA10(ATXN10)   | 36 anni                                                 | 9 anni                    | atassia                                                                                  | Messico                    | Cromosoma 22q                            |
| SCA11           | 30 anni (15-70)                                         | Vita normale              |                                                                                          |                            | 15q                                      |
| SCA12 (PPP2R2B) | 33 anni (8-55)                                          |                           | tremore della testa e della mano                                                         |                            | CAG, 5q                                  |
| SCA13           | Infanzia o età adulta, dipende dalla mutazione genetica | Dipende dal KCNC3         | Ritardo mentale                                                                          |                            | 19q                                      |
| SCA14(PRKCG)    | 28 anni (12-42)                                         | Alcune decadi (1-30)      | Mioclonia                                                                                |                            | 19q                                      |
| SCA16           | 39 anni (20-66)                                         | 1-40 anni                 | tremore della testa e della mano                                                         |                            | 8q                                       |
| SCA17 (TBP)     |                                                         |                           |                                                                                          |                            | CAG, 6q                                  |
| SCA19, SCA22    |                                                         |                           | disartria                                                                                |                            |                                          |
| SCA25           | 1.5-39 anni                                             | Sconosciuti               | atassia, vomito e dolore.                                                                |                            | 2p                                       |

## Trattamento
Il primo passo per una corretta terapia è comprendere di quale delle tante tipologie si tratti nel caso specifico. In seguito vanno trattate per prima le lesioni, mentre grazie ai sintomi e i segni si riescono a curare i disturbi paraneoplastici riscontrati, utilizzando gli appositi anticorpi. Attualmente non esiste una terapia efficace per le varie forme di SCA .

## Prognosi
La prognosi e la relativa aspettativa di vita cambia a seconda della tipologia.
Generalmente, infausta.